# Luddlav
Luddlav (Nephroma resupinatum) är en lavart som först beskrevs av L., och fick sitt nu gällande namn av Erik Acharius. Luddlav ingår i släktet Nephroma och familjen Nephromataceae.  Arten är reproducerande i Sverige. Inga underarter finns listade i Catalogue of Life.

## Källor

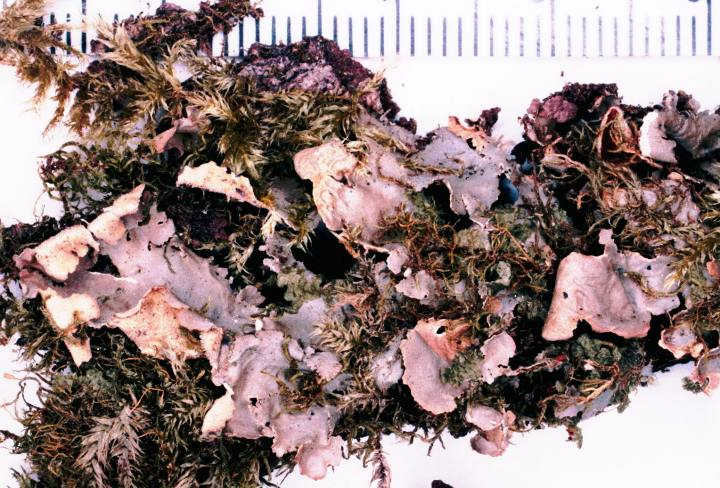
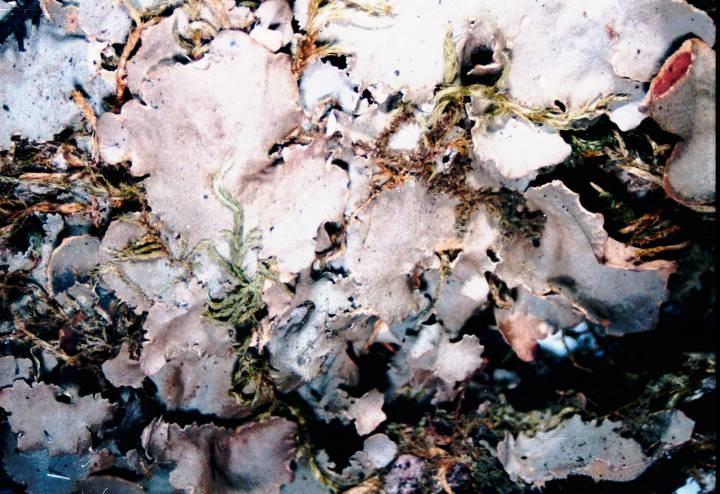
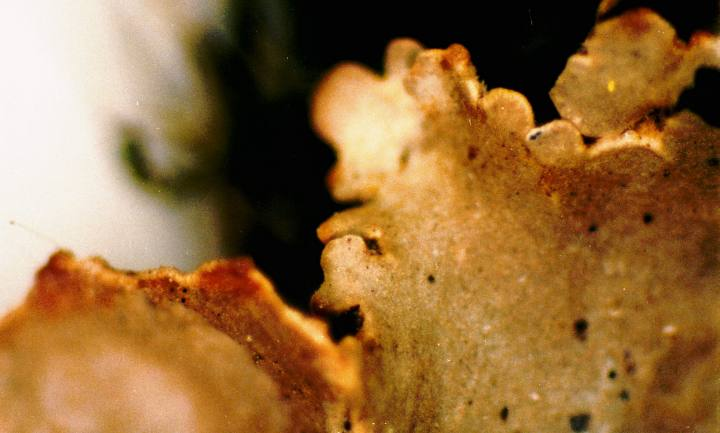
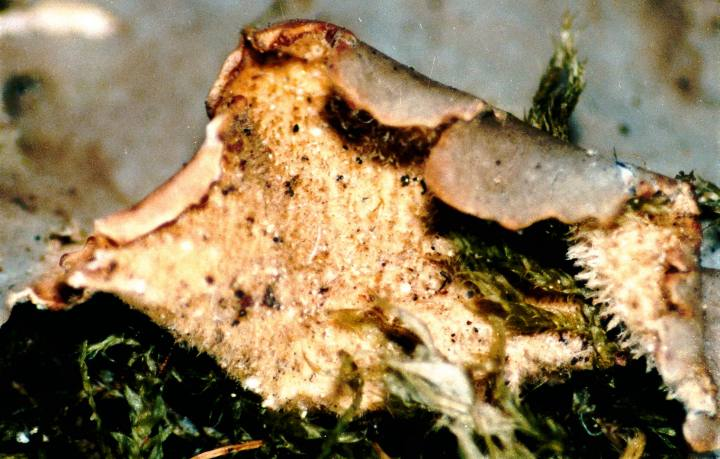
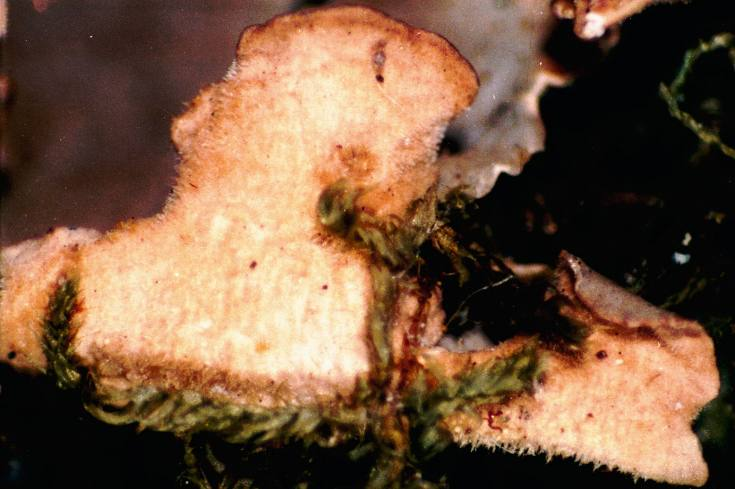
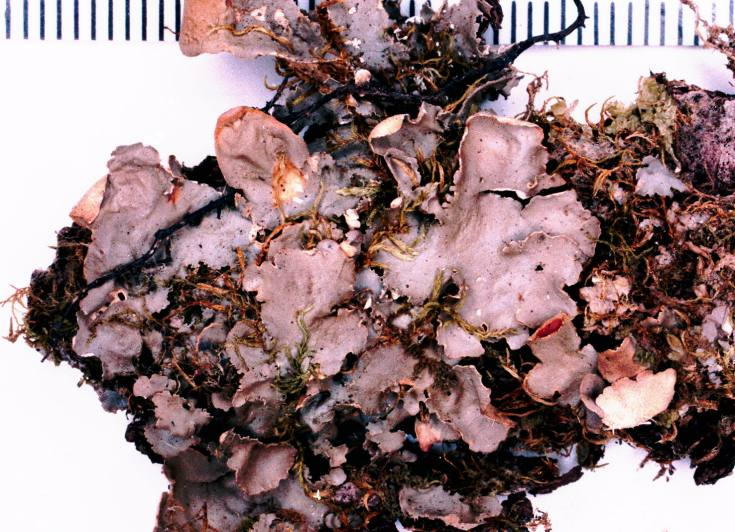
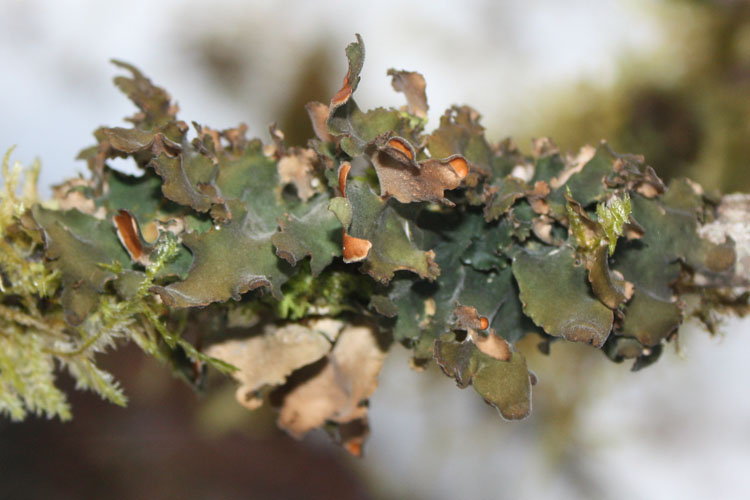